# Харевич Іван Іванович

о. Іван Харевич, священник УГКЦ

Іван Іванович Харевич (*28 січня 1997, с. Старі Кривотули, Тисменицький район, Івано-Франківська область*) — український священник, богослов, педагог, доктор філософії в галузі освіти, протоієрей Української Греко-Католицької Церкви, Голова Комісії у справах молоді Української Католицької Єпархії Пресвятої Родини в Лондоні. Є наймолодшим доктором філософії в УГКЦ.

## Біографія
Іван Харевич народився 28 січня 1997 року в селі Старі Кривотули на Івано-Франківщині.  У 2013 році закінчив Отинійську загальноосвітню школу І–ІІІ ступенів, а також Коломийський дяківсько-катехитичний коледж, Коломийсько-Чернівецької Єпархії УГКЦ.  У 2018 році завершив навчання в Івано-Франківській духовній семінарії імені священномученика Йосафата Івано-Франківської Арієпархії УГКЦ та Івано-Франківському богословському університеті імені Івана Золотоустого.
З 2018 року навчався в Папському Східному Інституті в Римі.  У липні 2020 декретом Архієпископа і Митрополита Івано-Фрнківського Кир Володимира Війтишина року був призначений префектом і секретарем Івано-Франківської духовної семінарії, де працював до грудня 2023 року.
7 квітня 2022 року вотримав дияконські свячення в храмі Святих Кирила і Методія м. Івано-Франківськ (Крихівці), а 24 вересня 2022 року — у відпустовому центрі блаженного Сименона Лукача в Старуні отримав священичі свячення з рук архієпископа і митрополита Івано-Франківського Кир Володимира Війтишина.
У квітні 2023 року піднесений до гідності протоієрея та нагороджений золотим хрестом.
З вересня 2021 до травня 2025 року навчався в Інституті педагогічної освіти і освіти дорослих імені Івана Зязюна НАПН України, де 26 травня 2025 року захистив дисертацію на тему: «Психолого-педагогічна підготовка майбутніх богословів Української Греко-Католицької Церкви» та здобув ступінь доктора філософії.
З 2023 року звершує своє служіння в Українській Католицькій Єпархії Пресвятої Родини в Лондоні, де від 2024 року очолює Комісію у справах молоді.
З лютого 2025 року очолює комісію у Справах Євангелізації цієї ж Єпархїі

## Визнання
- У травні 2025 року, у віці 28 років, став наймолодшим доктором філософії в Українській Греко-Католицькій Церкві.